# Club Nintendo Awards
Club Nintendo Awards är en TV-spels-tävling som hålls varje år, och anordnas av Club Nintendo. Tävlingen går till så att flera speltitlar föreslås under förutbestämda kategorier, och så får Club Nintendos medlemmar rösta via brev eller E-mail. Medlemmarna kan även komma med egna spelförslag. Club Nintendo Crew röstar, och resultatet sammanställs. Resultatet presenteras sedan i något av de första numren av Club Nintendo Magazine nästa år. 1999 hölls dock inte Awards för bästa spel 1999, utan då röstades 1900-talets bästa spel fram.
- Club Nintendo Awards 1999 - 1900-talets bästa spel
- Club Nintendo Awards 2000
- Club Nintendo Awards 2001
- Club Nintendo Awards 2002
- Club Nintendo Awards 2003
- Club Nintendo Awards 2004
- Club Nintendo Awards 2005
- Club Nintendo Awards 2006